# Ibrahim Ghaleb
Ibrahim Mohammed Ghaleb Jahshan (en arabe : إبراهيم محمد غالب جحشان), né le 28 septembre 1990, est un footballeur international saoudien. Il joue au poste de défenseur en faveur d'Al-Nassr de 2008 à 2019 dans le championnat d'Arabie saoudite.

## Biographie

### En club
Avec le club d'Al-Nasr Riyad, Ghaleb participe à la Ligue des champions d'Asie, atteignant les huitièmes de finale de cette compétition en 2011.

### En équipe nationale
Ghaleb fait ses débuts en faveur de l'équipe d'Arabie saoudite le 9 octobre 2010, contre l'Ouzbékistan (victoire 4-0).
Il participe avec l'Arabie saoudite à la Coupe du Golfe des nations en 2010. Lors de cette compétition, il joue cinq matchs. L'Arabie saoudite s'incline finale face au Koweït.
Il dispute ensuite la Coupe d'Asie des nations 2015 organisée en Australie. Lors de cette compétition, il ne joue qu'un seul match, face à la Corée du Nord.

## Palmarès

### En équipe nationale
- Finaliste de la Coupe du Golfe des nations en 2010 avec l'équipe d'Arabie saoudite

### En club
- Champion d'Arabie saoudite en 2014 et 2015 avec Al-Nassr
- Vainqueur de la Coupe d'Arabie saoudite en 2014 avec Al-Nassr
- Finaliste de la Coupe d'Arabie saoudite en 2013 et 2017 avec Al-Nassr
- Finaliste de la Coupe du Roi des champions d'Arabie saoudite en 2015 et 2016 avec Al-Nassr
- Finaliste de la Supercoupe d'Arabie saoudite en 2014 et 2015 avec Al-Nassr

### Récompense individuelle
- Élu meilleur jeune joueur du championnat d'Arabie saoudite en  2010[3].